# Cirkelmodellen

Den koncentriska modellen
A Stadskärna
B Övergångszon (Zone in Transition)
C Arbetarbostäder
D Bostadsområde för medelklassen
E Högstatusområde

Cirkelmodellen, den koncentriska modellen eller cirkelskivemodellen är en urbansociologisk stadsplaneringsmodell där staden disponeras i koncentriska ringar som var och en specialiserar sig på en uppgift.
Cirkelmodellen skapades av Ernst W. Burgess och är en av de tre klassiska stadsmodellerna i den moderna stadsforskningen. Modellen skapades med Chicago i åtanke, som under början av 1900-talet hade en stor inflyttning och växte kraftigt. Burgess utgick från att städer förändras av konkurrensen mellan dem och att ett stadsområdes förändring påverkade andra områden i staden. Burgess menade att en stad med ständig tillväxt formar sig utifrån en handelstät stadskärna ut mot periferin i zoner med olika användning. Invandrare i staden slog sig ner i området alldeles utanför centrum. Denna övergångszon kännetecknades av gettoisering och företag i den lätta industrin. Närmre kanten stiger invånarna i sociala status. Efter övergångszonen kommer enligt Burgess en zon av arbetarbostäder, ett bostadsområde för medelklassen och slutligen en pendlarzon dominerad av en befolkning med hög status.
Ett grundläggande problem med Burgess modell är att den bara utgår från ett centrum och därmed inte går in på andra centra och deras påverkan på staden. Modellen beskriver inte heller skillnader vad gäller trafikens påverkan på de olika stadsdelarna och uppdelningen i zoner får tillräcklig uppmärksamhet. Dessa problem försökte Homer Hoyt lösa i sin sektorsmodell och Chauncy D. Harris och Edward L. Ullman i sin flerkärnmodell.